# Gene Hartley
Gene Hartley (n. 28 ianuarie 1926, Roanoke⁠(d), Indiana, SUA – d. 13 martie 1993, Roanoke⁠(d), Indiana, SUA) a fost un pilot de Formula 1. De-a lungul carierei a luat startul în 8 curse, niciuna din pole-position. Nu a câștigat nicio cursă și nu a terminat niciodată pe podium, acumulând 0 puncte în întreaga activitate ca pilot de Formula 1.